# 环蛸
又名小藍環章魚、小藍圈章魚，是蓝环章鱼属的一种，体长约5厘米。主要分布于澳大利亞南部海岸、中国大陆、台湾，常栖息在水深20—74（66—243英尺）。